# Cecilia Malm
Cecilia Alice Therese Malm, född 30 september 2002, är en svensk volleybollspelare (vänsterspiker). Hon spelar för Charleroi Volley (2024-) och Sveriges damlandslag.
Malms moderklubb är Danderyds SK. Hon studerade vid volleybollgymnasiet i Falköping och har spelat med deras lag RIG Falköping (2018-2021) samt även med Lidingö SK (2017-2021), Engelholms VS (2021-2023) och Hylte/Halmstad VBK (2023-2024). Hon blev utsedd till årets rookie i Elitserien 2022..